# Le finte bionde
Le finte bionde (tdl. ‘Las rubias falsas’) es una película de comedia italiana de 1989 dirigida por Carlo Vanzina.

## Argumento
En el mundo de Roma de finales de los años 1980, Graziella, clienta de una lujosa boutique y esposa de Luigi, se siente marginada por su color del cabello castaño, decidiendo convertirse en rubia. Descubre así que las rubias falsas se extendieron por todas partes.

## Reparto
- Cinzia Leone como Graziella.
- Cinzia Bonfantini como Sandra.
- Alessandra Casella como Francesca.
- Bruna Feirri como Patrizia.
- Paola Quattrini como Giovanna.
- Francesca Reggiani como Turchese.
- Emanuela Rossi como Elena.
- Lucia Stara como Mara.
- Sergio Vastano como Luigi.
- Guido Nicheli como Roberto.
- Massimo Wertmüller como Giovanni.
- Isaac George como Garcia.
- Vincenzo Crocitti como Felice.
- Maurizio Mattioli como Egidio.
- Antonello Fassari como Carlo.
- Pino Insegno como «Raging Dull».
- Licia Colò como la esposa de "Ordinary People".
- Claudio Fattoretto como el marido de «Ordinary People».
- Oreste Lionello como narrador.